# Franck Perque
Franck Perque (Amiens, 30 novembre 1974) è un ex ciclista su strada e pistard francese.

## Palmarès

### Strada
- 1996 (Dilettanti, una vittoria)

Parigi-Tours Espoirs
- 1998 (La Française des Jeux, una vittoria)

5ª tappa Tour de Normandie (Beaumont-Hague > Saint-Hilaire-du-Harcouët)
- 2006

Classifica generale Ronde de l'Oise
- 2007

Paris-Ézy

### Pista
- 2000

Campionati francesi, Corsa a punti
- 2002

Campionati del mondo, Americana (con Jérôme Neuville)
- 2004

2ª prova Coppa del mondo, Inseguimento a squadre (Aguascalientes, con Anthony Langella, Fabien Merciris e Fabien Sanchez)
- 2006

Campionati del mondo, Corsa a punti
Campionati francesi, Corsa a punti

## Piazzamenti

### Grandi Giri
- Giro d'Italia

2000: ritirato (2ª tappa)

### Classiche monumento
- Milano-Sanremo

1999: ritirato
2000: 146º
- Giro delle Fiandre

2000: ritirato
2001: 54º
2002: 91º
- Parigi-Roubaix

2000: 64º
2001: ritirato
2002: ritirato
- Giro di Lombardia

2000: ritirato

### Competizioni mondiali
- Campionati del mondo su pista

Perth 1997 - Inseguimento a squadre: 3º
Manchester 2000 - Corsa a punti: 6º
Ballerup 2002 - Corsa a punti: 13º
Ballerup 2002 - Americana: vincitore
Stoccarda 2003 - Inseguimento a squadre: 3º
Stoccarda 2003 - Americana: 9º
Melbourne 2004 - Corsa a punti: vincitore
Melbourne 2004 - Americana: 10º
- Giochi olimpici

Atene 2004 - Corsa a punti: 10º